# −4
−4(마이너스 사, 음의 사)는 −5보다 크고 −3보다 작은 음의 정수이다. −4의 절댓값과 반수는 4이며, −4의 역수는 분수로는 −1/4이고, 소수로는 −0.25이다.